# Leônidas da Silva
Leônidas da Silva (Río de Janeiro, 6 de septiembre de 1913-Cotia, estado de São Paulo; 24 de enero de 2004) fue un futbolista brasileño, el delantero brasileño más célebre de los años 1930 y 1940, así como uno de los mejores de Sudamérica en esa época. Es considerado el primer ídolo del fútbol de Brasil.

Era un jugador rigurosamente brasileño. Tenía la fantasía, la infantilidad, la improvisación y la sensualidad de nuestros típicos cracks. — Nelson Rodrigues, dramaturgo.

## Biografía
Jugó los Mundiales de 1934 en Italia y de 1938 en Francia, siendo máximo goleador del torneo en la cita gala con siete dianas. Fue conocido en el mundo futbolístico como  La Perla Negra, El Diamante Negro, nombre que incluso recibió una marca de chocolate brasileño lanzada en su honor así como El Hombre de Goma por su agilidad en el campo.

## Carrera
Leónidas, nacido en Río de Janeiro, inició su carrera en São Cristóvão. En 1931 y 1932, jugó para Bonsucesso. 
Se unió al Peñarol de Uruguay en 1933. Después de un año, regresó a Brasil para jugar con el Vasco de Gama, donde ayudó a ganar el Campeonato de Río. 
Después jugó en la Copa Mundial de 1934 y se unió al Botafogo ganando otro campeonato de Río en 1935. Al año siguiente, se unió al Flamengo donde permaneció hasta 1941. Otra vez, en 1939, el equipo fue campeón del Estado de Río. Fue insignia en el movimiento contra los prejuicios raciales en el fútbol, siendo uno de los primeros jugadores de raza negra en unirse con la élite del equipo Flamengo. 
Léonides se unió al São Paulo en 1942 y permaneció en el club hasta su retiro en 1950. Anotó 537 goles en 593 juegos.

## Invención de la bicicleta
En Brasil se le atribuye la invención de la bicicleta, jugada de fútbol conocida en español como «chilena». La primera vez que Leônidas ejecutó esta jugada fue el 24 de abril de 1932, en el partido entre Bonsucesso y Carioca que terminó 5:2. Por Flamengo, realizó la jugada solo una vez, en 1939, contra Independiente de Argentina. Por São Paulo, ejecutó la jugada en dos oportunidades: el 14 de junio de 1942 contra Palestra Itália, y el 13 de noviembre de 1948 contra Juventus-SP. En el filme Suzana e o Presidente (1951), Leônidas enseña algunas jugadas, incluida su bicicleta.
Según los registros, Ramón Unzaga fue el real inventor de la «chilena» —también llamada «chilenita»— pues su registro oficial más antiguo data de enero de 1914 en Chile y de 1916 internacionalmente, en el partido inaugural del I Campeonato Sudamericano entre Chile y Uruguay.

## Después del retiro
Tras colgar las botas en 1950, se hizo técnico y luego comentarista radiofónico; pero en la década de 1970, el alzhéimer y la diabetes ya comenzaban a dañar seriamente sus facultades. Se unió al São Paulo como entrenador en 1953, en donde era el dueño de un almacén de muebles en esa ciudad. 

## Muerte
Leónidas murió en 2004 en Cotia, São Paulo, por complicaciones de la enfermedad de Alzheimer, la cual padecía desde 1974. Está sepultado en el Cementerio Morada da Paz de São Paulo.

## Participación en Copas del Mundo
Jugó 19 veces para la Selección de fútbol de Brasil. Anotó 19 goles haciendo dos en su debut. Participó de la Copa del Mundo de Italia 1934, cuando Brasil fue eliminado en primera ronda, convirtiendo el único gol de su equipo. También participó en Francia 1938, obteniendo su selección el tercer puesto, y siendo el goleador con nueve tantos, anotando en un partido tres goles en el 6-5 en tiempo extra se le ganó a Polonia. Terminó el Mundial de 1938 con nueve goles y tres asistencias. Leónidas convirtió 21 goles en 19 partidos internacionales.
| Mundial                        | Sede    | Resultado        | Partidos | Goles | Asistencias |
| ------------------------------ | ------- | ---------------- | -------- | ----- | ----------- |
| Copa Mundial de Fútbol de 1934 | Italia  | Octavos de final | 1        | 1     | 0           |
| Copa Mundial de Fútbol de 1938 | Francia | Tercer lugar     | 4        | 7     | 3           |

## Trayectoria
| Equipo              | Temporadas  | Partidos | Goles | Promedio |
| ------------------- | ----------- | -------- | ----- | -------- |
| Bonsucesso          | 1931 - 1932 | ?        | ?     | ?        |
| Peñarol             | 1933        | 16       | 11    | 0.69     |
| Vasco da Gama       | 1934        | ?        | ?     | ?        |
| Botafogo            | 1935        | ?        | ?     | ?        |
| Flamengo            | 1936 - 1941 | 88       | 89    | 1.01     |
| São Paulo           | 1942 - 1951 | 215      | 140   | 0.65     |
| Selección Brasileña | 1932 - 1945 | 19       | 21    | 1.10     |
| TOTAL               | 1931 - 1945 | 338      | 261   | 0.77     |

## Palmarés

### Copas nacionales
| Título              | Club          | Estado         | Año  |
| ------------------- | ------------- | -------------- | ---- |
| Campeonato Carioca  | Vasco da Gama | Río de Janeiro | 1934 |
| Campeonato Carioca  | Botafogo      | Río de Janeiro | 1935 |
| Campeonato Carioca  | Flamengo      | Río de Janeiro | 1939 |
| Campeonato Paulista | São Paulo     | São Paulo      | 1943 |
| Campeonato Paulista | São Paulo     | São Paulo      | 1945 |
| Campeonato Paulista | São Paulo     | São Paulo      | 1946 |
| Campeonato Paulista | São Paulo     | São Paulo      | 1948 |
| Campeonato Paulista | São Paulo     | São Paulo      | 1949 |

## Estadísticas

### Clubes
| Año   | Club      | Torneo   | Edición   | Partidos | Goles | Asistencias |
| ----- | --------- | -------- | --------- | -------- | ----- | ----------- |
| 1934  | Vasco     | Carioca  | 1934      | 3        | 0     | 0           |
| 1935  | Botafogo  | Carioca  | 1935      | 16       | 6     | 4           |
| 1936  | Flamengo  | Carioca  | 1936      | 15       | 14    | 3           |
| 1937  | Flamengo  | Carioca  | 1937      | 17       | 14    | 3           |
| 1938  | Flamengo  | Carioca  | 1938      | 16       | 15    | 8           |
| 1939  | Flamengo  | Carioca  | 1939      | 15       | 10    | 1           |
| 1940  | Flamengo  | Carioca  | 1940      | 24       | 30    | 7           |
| 1942  | São Paulo | Paulista | 1942      | 12       | 13    | 5           |
| 1943  | São Paulo | Paulista | 1943      | 16       | 15    | 5           |
| 1944  | São Paulo | Paulista | 1944      | 9        | 6     | 4           |
| 1945  | São Paulo | Paulista | 1945      | 19       | 16    | 7           |
| 1946  | São Paulo | Paulista | 1946      | 14       | 13    | 4           |
| 1947  | São Paulo | Paulista | 1947      | 11       | 4     | 5           |
| 1948  | São Paulo | Paulista | 1948      | 14       | 12    | 7           |
| 1949  | São Paulo | Paulista | 1949      | 22       | 13    | 11          |
| Total | Clubes    | Torneos  | Ediciones | 223      | 181   | 74          |

| Año  | Club      | Torneo               | Edición                       | Partidos | Goles | Asistencias |
| ---- | --------- | -------------------- | ----------------------------- | -------- | ----- | ----------- |
| 1950 | São Paulo | Torneo Rio-São Paulo | Torneio Rio-São Paulo de 1950 | 4        | 1     | 0           |

### Selección
| Año  | Selección           | Torneo         | Edición | Partidos | Goles | Asistencias |
| ---- | ------------------- | -------------- | ------- | -------- | ----- | ----------- |
| 1934 | Selección brasileña | Copa del Mundo | 1934    | 1        | 1     | 0           |
| 1938 | Selección brasileña | Copa del Mundo | 1938    | 4        | 7     | 3           |

Fuentes: Big Soccer 